# Френьо, Рифат
Рифат Френьо (хорв. Rifat Frenjo; 1922, Мостар — 8 июня 1943, Рудине) — югославский боснийский партизан Народно-освободительной войны Югославии, Народный герой Югославии.

## Биография
Родился в 1922 году в Мостаре. До войны был рабочим на заводе. Член народно-освободительного движения с 1941 года, в 1942 году вступил в Коммунистическую партию. Нёс службу в 3-м батальоне 10-й герцеговинской пролетарской ударной бригады в качестве бомбаша.
Погиб 8 июня 1943 близ села Рудине в разгар битвы на Сутьеске.
24 июля 1953 ему посмертно присвоено звание Народного героя Югославии.